# Freiburški potočki
Freiburški potočki (nemško Freiburg Bächle) so majhni, z vodo napolnjeni jarki ali umetni žlebiči v mestu Freiburg. Napolnjeni so z vodo iz reke Dreisam in jih je mogoče videti po večini ulic in prehodov v starem mestu. So ena najbolj znanih mestnih znamenitosti. Beseda bächle izvira iz nemške besede bach, ki pomeni potok, dodana je alemanska pomanjševalnica, ki se konča na z -le.

## Zgodovina
Prva dokumentirana omemba potočkov je iz 13. stoletja. Uporabljali so jih za oskrbo z vodo in za pomoč ob požarih. Danes jih imajo radi otroci in turisti. V 19. stoletju so bili videti zastareli, zato so večino prekrili z železnimi ploščami. Ogledalo si jih je veliko strokovnjakov (med njimi ADAC) in so menili, da so nevarni za promet, ker so bili v sredini ceste. Leta 1852 so jih premestili na rob ceste.
Po lokalnem vraževerju se poročiš s Freiburžanom, če po nesreči stopiš v potoček.
Prva dokumentirana omemba potočkov sega v leto 1220, ko je grof Egon I. Freiburški samostanu Tennenbacherhof dovolil, da lahko uporabljajo vodo iz potočkov za namakanje polj. V dokumentu iz leta 1238 pa piše, da so dominikanci zgradili samostan ob mestnem obzidju inter duas ripas (med dvema bregovoma reke).
Več arheologov sklepa, da so potočki obstajali že leta 1120, ko je bil Freiburg ustanovljen, drugi pa menijo, da so bili že stoletje prej, kot je dokumentirano. Mesto Freiburg je bilo ustanovljeno ob vznožju Schlossberga, kjer je bilo že pred tem naselje. Gradnja umetnih vodotokov, ki se je uporabljala za namakanje pašnikov, je bila priročna zaradi naravnega pobočja, na katerem je bila zgrajena naselbina.
Okoli leta 1180 so bile nekatere ravni ulic v mestu dvignjene s plastmi gramoza do tri metre. V primerjavi z mnogimi drugimi naselji to ni bilo zaradi zaščite pred poplavami, saj je struga reke Dreisam precej nižja od mesta. Menijo, da je bil celoten sistem povišan zato, da bi novejšim delom mesta zagotovili vodo. Tako so hiše iz prve polovice 12. stoletja usklajene z nižjo ravnjo cest, hiše, zgrajene po letu 1175, pa z višjo. Pritličja hiš niso bila dostopna z ulice, tako da so bile hiše dvignjene ali so morali vhodna vrata zgraditi v zgornjem nadstropju, ki je bilo takrat na ravni ulice.
Potočki so bili del dvojnega sistema oskrbe z vodo v Freiburgu: zagotavljanje pitne vode v mestu je bilo oteženo, ker je podzemna voda 12 metrov pod zemljo in ker je nekaj globljih vrtin lahko delovalo le ob nujnih primerih. Ljudje so gorsko vodo izpod Bromberga na vzhodu Wiehre usmerili čez Deicheln proti Freiburgu in jo tako speljali v tekoče mestne vodnjake. Ta sistem je bil dovolj za oskrbo s pitno vodo za prebivalstvo, vendar pa ni pokrilo povpraševanja po sanitarni vodi za živali zunaj mestnega obzidja. Zato je bila dodatna voda izpeljana iz reke Dreisam v umetne vodne kanale, imenovane runze. Ker so ta izraz že dolgo uporabljali za potočke in kanale, jih v zgodovinskih virih ni mogoče ustrezno ločiti. 
Potočki odplavljajo deževnico iz mesta in z njo vso umazanijo. Da bi bil pogled nanje podnevi lep, ni bilo dovoljeno v njih metati smeti (snovi, ki povzročajo onesnaženje – Ärgernis erregende Stoffe). Uredba mestnega sveta iz 16. stoletja je prepovedala odlaganje trdnih snovi v potočke v celoti:
»In nihče ne sme vlivati gnoja, metati slame, kamnov v potok ...« (Und soll nymandt dhein mist, strow, stain in die bäch schütten ...)
Mesto Freiburg, Uredba sveta iz 16. stoletja
Potočki so bili po svoji poti skozi mesto uporabljeni za namakanje polj. Voda se je prelivala na polja vzdolž jarka čez lesene mostove, imenovane Kähner. Voda je bila zelo blagodejna za polja, ker je vsebovala veliko gnojil. Potočki so odnašali sneg iz mesta in podaljšali pridelovalno obdobje spomladi. Če je bila suša, so omogočali nadaljevanje žetve.
Izvirno so tekli po sredini ceste, danes le še na Tržni ulici. Zaradi močnega povečanja prebivalstva v 19. stoletju so ovirali povečan promet. Med letoma 1840 in 1851 so jih prestavili ob rob ceste in večino prekrili z lesenimi ali železnimi ploščami ali z robovi s kamnitimi koriti ali jih dali v cevi. Nekateri prebivalci se predvsem s slednjim niso strinjali:
V nekaj dneh so bili potočki, ki so do tedaj tekli po ulici Grünwälder, zamenjani s cementnimi cevmi. Prebivalci te ceste so izgubili dobrino, ki je bila prijetna za oko za obiskovalce Freiburga v primerjavi z drugimi mesti. V vsakem primeru pa so morali biti razlogi zelo tehtni, da so upravičili tako spremembo, ne da bi poslušali želje prebivalcev ulice glede potočkov. Menimo, da izraženi pomisleki ne pomagajo, ker tisti na močnih položajih nameravajo pokriti kanale. Omenjena sprememba je izzvala številne nepriljubljene izjave udeležencev. 
Prebivalci Freiburga niso želeli opustiti potočkov. Do leta 1858 so zgradili še nove, na primer na Konjski (Ross), Angelski (Engel) in Sirski (Kasernengasse) ulici in tudi na Trgu lesa. (Ko je vladal Otto Winterer, so zgradili več potočkov v mestu in na ulici Tennenbacher ter razkrili nekaj že pokritih. Načrtovalci tramvaja niso upoštevali mestnega sveta in so izbrali glavnega inženirja nekdanjega tramvaja v Hamburgu, ki je leta 1899 menil, da proga ob potoku ... pod nobenim pogojem ni mogoča.
Ukinjanje potočkov bi ogrozilo oskrbo z vodo v gospodinjstvih, namakanje pašnikov, pa tudi oskrbo s požarno vodo. Vodnjaki niso imeli rezervoarjev, priliv potočkov pa se je lahko po potrebi hitro povečal in omogočil boljše črpanje vode.
Leta 1692 so imeli prebivalci v predelu Nad lipami (Oberlinden) požarni red. Vsako leto 1. maja so določili dežurne meščane. Pred obleganjem francoske vojske leta 1713 je bilo na primer 46 gospodinjstev. Požarni red iz leta 1838 je spet potrdil pomembno vlogo potočkov. Upravljavec vodnjakov je moral "vodo v vodnjaku in mestnih potočkih takoj speljati na območje požara".
Modernizacija pitne vode in vodnega omrežja leta 1850 in požarni hidranti v poznem 19. stoletju so zmanjšali pomen potočkov kot vir vode za boj proti požarom. V naslednjem stoletju pa so bili v veliko pomoč pri gašenju požarov, ki so izbruhnili zaradi britanskega napada 27. novembra (operacija Tiger fish). Deli mestnega jedra so bili popolnoma uničeni. Priče poročajo, da so po napadu potočki prišli prav, saj  je bila vodovodna mreža pokopana in vodne cevi uničene, zato so bili hidranti neuporabni. Brez vode iz potočkov ne bi bilo mogoče ohraniti območja Nad lipami, zgodovinske trgovske hiše, Wentzingerjeve hiše in drugih stavb. 
Novembra 1945 je župan Wolfgang Hoffmann zahteval, da se potočki očistijo, da se bodo ponovno uporabljali. Zaradi čiščenja pogosto niso mogli teči pravilno in so včasih poslabšali stanje. Zaradi tega so šele leta 1950 spet stekli po prenovljenem omrežju. Leta 1952 je FAC (Freiburger Automobil-Club) zahteval odstranitev 'prometnih ovir'. Obiskovalci so leta 1956 predlagali, da postanejo blagovna znamka. Ob približno istem času je neki trgovec vložil tožbo proti mestu Freiburg, ko je na Solni ulici (Salz) zapeljal v potoček in priletel v steno hiše. Tožba za 2360 DEM je bila zavrnjena. Podobno se je leta 1964 zgodilo turistu, ki je tožil mesto za poškodbo noge, ko je padel v potoček na Adelhauserjevi ulici, a je po sodbi moral poravnati tretjino škode, ker bi moral biti pozoren. Tudi zaradi posledic nesreč so ob koncu 1960-ih v mestu nekatere prekrili s ploščami, med drugim na Solni in Bertoldovi ulici.
Leta 1973 je bila urejena cona za pešce s tramvajem v središču mesta. Od takrat potočki niso povzročali prometnih nevšečnosti, čeprav nekateri tečejo vzporedno s tramvajskimi tiri. Mreža potočkov med Rempartovo ulico in Martinovimi vrati se je še okrepila in že prekrite na Univerzitetni ulici in Niemensovi ulici so leta 1986 ponovno odkrili v skladu s projektom Innenstadtkonzept 86. V bližini Nove cerkve (Neue Messe), ustanovljene leta 2000, je bil potoček sicer načrtovan, vendar zamisel ni bila uresničena zaradi finančnih razlogov. Meščani in podjetja v Freiburgu so se pritožili, tako je zdaj potoček tudi dva kilometra od središča  mesta in je popolnoma neodvisen od drugih.

## Infrastruktura
Pri kanalu Kartuzija (Kartause) daleč nad starim mestnim jedrom je leta 1964 zapornica usmerjala vodo iz reke Dreisam v kanal. Preden so ga leta 1852 usmerili v današnje mesto, je bil pod mostom Sandfang. Do začetka 21. stoletja so zapornico upravljali ročno. Šele leta 2009 je začel delovati  samodejni dovod. Kanal zapolnjuje rudarski predor pod Schlossbergom. Je približno 400 metrov dolg predor, ki je delno sezidan in delno vrezan v skalo. Tam so našli spominske kamne za mojstre, preddelavce in župane Freiburga. Zgodovinski zemljevid kaže, da je bil kanal pred gradnjo utrdbe na Vaubanu od leta 1679 dalje odprt tok.
Na istem nivoju kot so Švabska vrata, je količina vode regulirana s pomočjo zapornic. Na ta način je 200 litrov (po drugih virih 250 litrov) vode lahko steklo v omrežje potočkov. S tem so jih povsem napolnili vsakih 8 minut. Zaradi višinske razlike med vzhodnim in zahodnim delom starega mesta  potočki tečejo navzdol v smeri severozahod z naravnim naklonom 1° do 2°. Glavna razdelitev je v predelu Nad lipami (Oberlinden). Prav tako je mogoče, da se odcepi nekaj vode v Stare lipe (Alte Linde) še iz leta 1729. Po poteku skozi mesto voda steče nazaj v kanal pri Pridigarskih vratih. Ta je preusmerjen v reko Dreisam pri mostu Höllentalbahn in v bližini Lehna. Nekaj vode iz kanala izhaja še iz severnega toka skozi različne potoke v Glotter. Ko so potočke še uporabljali za zalivanje polj, je bil preusmerjen tudi na Christoffeljeva vrata in Meniška vrata čez mestno obzidje.
Runzknecht zagotavlja porazdelitev vode. 142 medeninastih ventilov ureja pretok, z njimi se lahko voda izklopi tudi med čiščenjem potočkov. Poleg tega so odprtine na dnu kanalov, ki povezujejo sistem potočne vode z osrednjim kanalizacijskim sistemom, v katerega lahko odteka voda. 15 pragov v kanalizaciji ali industrijskem toku preprečuje poplavljanje kleti z visoko vodo.
Odgovornost za upravljanje potočkov imata dva čistilca (Bächleputzer, včasih Bachräumer), zaposlena v mestni upravi v Freiburgu poln delovni čas vsaj od leta 1789. Dvakrat dnevno čistita smeti in listje, ki pade v potočke. Poleg tega jih še posebej očistijo vsako leto jeseni in konec tedna spomladi, ko v kanalih in potočkih ni vode. Takrat tudi pregledajo, ali so kakšne poškodbe in jih popravijo. Dodaten razlog za izpraznitev potočkov so na primer dela na cesti, vinski festival in pustni karneval, na katerem je pomembna maškara (Hästräger) iz ceha čistilcev (Bächleputzer), ustanovljen leta 1935.
Potočki so različnih velikosti, kar je odvisno od ulice. Najširši ima približno 75 cm in je v bližini Švabskih vrat, najmanjši, približno 15 cm širok, teče skozi ozke stare mestne ulice. Sčasoma se je oblika korit spreminjala.
Sprva so potočki prosto tekli v plitvih jarkih v ulici, že v 19. stoletju pa so bili urejeni v peščenjakovem koritu za nadzor pretoka. Od gradnje v 19. stoletju dalje je osnova potočkov obloga, sestavljena iz granitnih ploščic. V 20. stoletju se je to spremenilo in ostalo do danes enako: osnova je tlakovana z granitom ali renskim gramozom. Renski gramoz se uporablja tudi za tlakovanje, vendar ga je težko dobiti. To delo zahteva posebej usposobljenega tlakovalca. Tlakovanje potočkov je mogoče tudi s porfirjem ali bazaltom.
- Srednji vek
- 19. stoletje
- 19. do 20. stoletje
- 20. in 21. stoletje

## Rastlinstvo in živalstvo
Mikroorganizmi, kot so ličinke nekaterih vrst enodnevnic, mladoletnic in golubaških mušic (Simulium posticatum ) kažejo, da je voda visoke kakovosti po vsem omrežju potočkov. Včasih je mogoče najti tudi postranice, ki preprečujejo rast alg.

## Citati o potočkih
Na poti do univerze, se mi zdi, sem hodil po teh čistih ulicah, enkratnih v Nemčiji. Poleg pločnika teče kristalno čista izvirska voda po velikih kanalih. Skupine otrok brodijo v njih do kolen in škropijo mimoidoče. Všeč mi je tukaj! 
Joseph Goebbels leta 1920 kot študent v svojem dnevniku.
Benetke za pešce
Klaus Eberhartinger, 2010 na koncertu
Na dolgih sprehodih po neprometnem središču mesta brezskrbno prečkam kanal in nenadoma priplava majhen čoln, izdelan iz papirja. Otroci se igrajo v vodi sredi poslovnega središča mesta [.. ..] Sveža voda iz Schwarzwalda živahno teče poleg ceste, pri čemer se z njim čistita prah in zrak. Vsaj to je razlog, ko se ljudje s severa pritožujejo zaradi absurdnih in nevarnih pasti. Seveda se nihče noče odzvati z nečim, kar daje iluzijo praktične uporabe. Ampak mislim, da so potočki manj za čistočo kot za dušo.
Ruth Merten v Wenn Freiburgs Blüten blüh'n, 1986
Po legendi iz regije Baden se bo vsakdo, ki bo po naključju stopil v potoček, ko je na obisku v Freiburgu, poročil s Freiburžanom. To se ni uresničilo nekdanjemu kanclerju  Gerhardu Schröderju, ki je junija 2001 stopil vanj na poti v mestno hišo, v kateri je bil nemško-francoski sestanek.

## Podobni potočki v drugih mestih
Freiburg je najbolj znano mesto, ki ima še vedno ali znova potočke na ulicah, medtem ko so bili včasih pogosto v mestih. Antonio de Beatis je  na začetku 16. stoletja za Innsbruck napisal, da so ulice "široke in imajo veliko vode v notranjosti in vodnjake".  V kraju Goslar (Spodnja Saška) je bil potok Gose speljan skozi mesto že pred 1200 in prebivalce oskrboval s pitno vodo. Za odpadne vode so imeli tlakovane kanale. Da bi jih očistili ali za gašenje požarov, so jih poplavili s svežo vodo. V 20. stoletju so odkrili starejše namakalne in drenažne jarke iz obdobja 1000–1100 v anglosaškem središču Winchester.  V Strasbourgu poznega 13. stoletja so speljali potok Brausch po kanalih prek tlakovanih ulic za odstranitev odpadnih vod. V francoskem mestu Briançon, ki je bil obnovljen po požaru, so tudi našli potočke. Tudi v središču vinogradniške Spodnje Avstrije, Gumpoldskirchen, je en primerljiv vodotok.
Mesto Villingen, ki ga je tako kot Freiburg ustanovil Zähringer, tudi še ima potočke. Bern je imel sistem potočkov, ki je bil uporabljen tudi za zagotavljanje požarne vode. Leta 1954 je bil potoček še na glavni ulici, čeprav je bil že pokrit s kamnitimi ploščami. V mestu Schwäbisch Gmünd je tudi voda, ki teče v notranjosti po ulicah kot v drugih staufovskih mestih. V Gmündu je bil že od vsega začetka, drugje so jih začeli uporabljati šele pozneje. Drugi kraji z njimi so še Basel, Quedlinburg, Speyer, Hornhusen / Niedermarsberg, Düren, Lorenzerstadt pri Nurembergu in Erfurt. Lokalni so jasno vidni na mestnem načrtu Matthäusa Meriana iz 16. stoletja. Na zemljevidu iz leta 1869 pa jih ni več.  Druga mesta z mestnimi potočki, ki so bili deloma tudi iz 12. stoletja, so Jena, Gotha, Langensalza, Chemnitz, Dresden, Weissensee in Mühlhausen/Thüringen. [62]
Mestni jarki so povezani s potočki. Z razširitvijo mest so ostali znotraj mesta in so jih uporabljali kot sanitarne kanale. Poleg Würzburga je podobno v Kölnu. V Aachnu in Münchnu so začasno speljali rečne krake po mestu, ki so jih uporabljali za odvajanje odpadne vode, pa tudi za razvoj vodne energije. 
- Potoček v mestu Staufen (Breisgau)
- Potoček v kraju Preetz (Schleswig-Holstein)
- Potoček v kraju Freudenstadt
- Potoček v kraju Alfeld na ulici Mark

## Film
Potočki v Freiburgu. Nemški dokumentarec, 2005, 30 minut, scenarij in režija Tamara Spitzing. Produkcija: SWR, Row: zakladi države, prva oddaja: 25. september 2005 Sinopsis (spletni arhiv, 27. september 2007), WDR